# Hot Singles Sales
De Hot Singles Sales is een Amerikaanse hitlijst die gepubliceerd wordt door Billboard. De lijst omvat statistieken van de meestverkochte commerciële singles. Hij dient als een van de drie hoofdcomponenten om de Billboard Hot 100 vast te stellen, samen met de Hot 100 Airplay en de Hot Digital Songs.
De Britse zanger Elton John houdt het record voor de meestverkochte singles in één week, met 3,4 miljoen exemplaren van de single "Something About the Way You Look Tonight/Candle in the Wind 1997", in de week van 11 oktober 1997.
De gegevens zijn gebaseerd op verkoopcijfers die samengesteld zijn door Nielsen SoundScan.